# Фосалон-Вја Вале 13-20 (Горица)
Фосалон-Вја Вале 13-20 је насеље у Италији у округу Горица, региону Фурланија-Јулијска крајина.
Према процени из 2011. у насељу је живело 27 становника. Насеље се налази на надморској висини од -2 м.